# Carouge
Carouge je město na jihozápadě Švýcarska, v kantonu Ženeva. Žije zde přibližně 22 tisíc obyvatel.

## Geografie
Carouge se nachází jižně od Ženevy, a je součástí širší aglomerace města. Obec se nachází jižně od řek Rhôna a Arve.
Sousedními obcemi jsou Ženeva, Veyrier, Troinex a Lancy.

## Historie

Letecký pohled (1963)

Název města je odvozen od antické nebo raně středověké křižovatky; nejstarší zmínka o názvu místa z raného středověku připomíná název Quadruvium (latinsky „křižovatka“), v roce 1248 Carrogium, ve 14. století Quarrouiz nebo Quarroggi, v roce 1445 pak Quaroggio.
Město bylo od základů vybudováno sardinskou monarchií (rodem Savojských) v poslední čtvrtině 18. století, aby konkurovalo sousední Ženevě. Za tímto účelem vyhlásil Viktor Amadeus III. toleranční edikt, který umožňoval občanům praktikovat své náboženství bez pronásledování. V roce 1754 zde bylo 24 domů, v roce 1772 767 obyvatel, o 20 let později již 4672 obyvatel. V této době bylo obyvatelstvo Carouge pestrou směsicí. V roce 1786 tvořilo 51 % Francouzů, 26,3 % Savojců a Piemonťanů, 7,8 % Němců, 6,5 % Ženevanů a 5,5 % ostatních Švýcarů. Mnoho Židů se v Carouge usadilo natrvalo poté, co byli vyhnáni ze švýcarských měst, jako je Bern, Fribourg a Neuchâtel. Již v roce 1780 přijalo Carouge alsaské Židy a také některé Židy z Anglie, Německa, Maďarska a Itálie. Přijímáni byli pouze vybraní Židé ze žádaných profesí. Řada dalších Židů byla vypovězena v roce 1787. Po krátkou dobu žili v Carouge vedle sebe protestanti, Židé a svobodní zednáři a každý z nich měl svou vlastní schůzovní nebo modlitební místnost.  
V roce 1789, krátce před svou smrtí, navrhl Pierre-Claude de La Fléchère turínským úřadům, aby v Carouge přijaly muslimy a povolily stavbu mešity. Tato poslední vize hraběte de Veyrier se neuskutečnila; krátce nato se Carouge dostalo pod francouzskou nadvládu a muselo se vzdát své liberální politiky.
Carouge se stalo francouzským v roce 1792. V roce 1816 bylo město Carouge na základě Turínské smlouvy přiřazeno k kantonu Ženeva, a tím i ke Švýcarské konfederaci.

## Obyvatelstvo
| Rok            | 1772 | 1779 | 1786 | 1792 | 1795 | 1799 | 1822 | 1850 | 1900 | 1950 | 2000   | 2010   | 2018   |
| Počet obyvatel | 567  | 1155 | 3188 | 4672 | 3594 | 2935 | 3571 | 4403 | 7437 | 9290 | 17 590 | 20 910 | 22 458 |

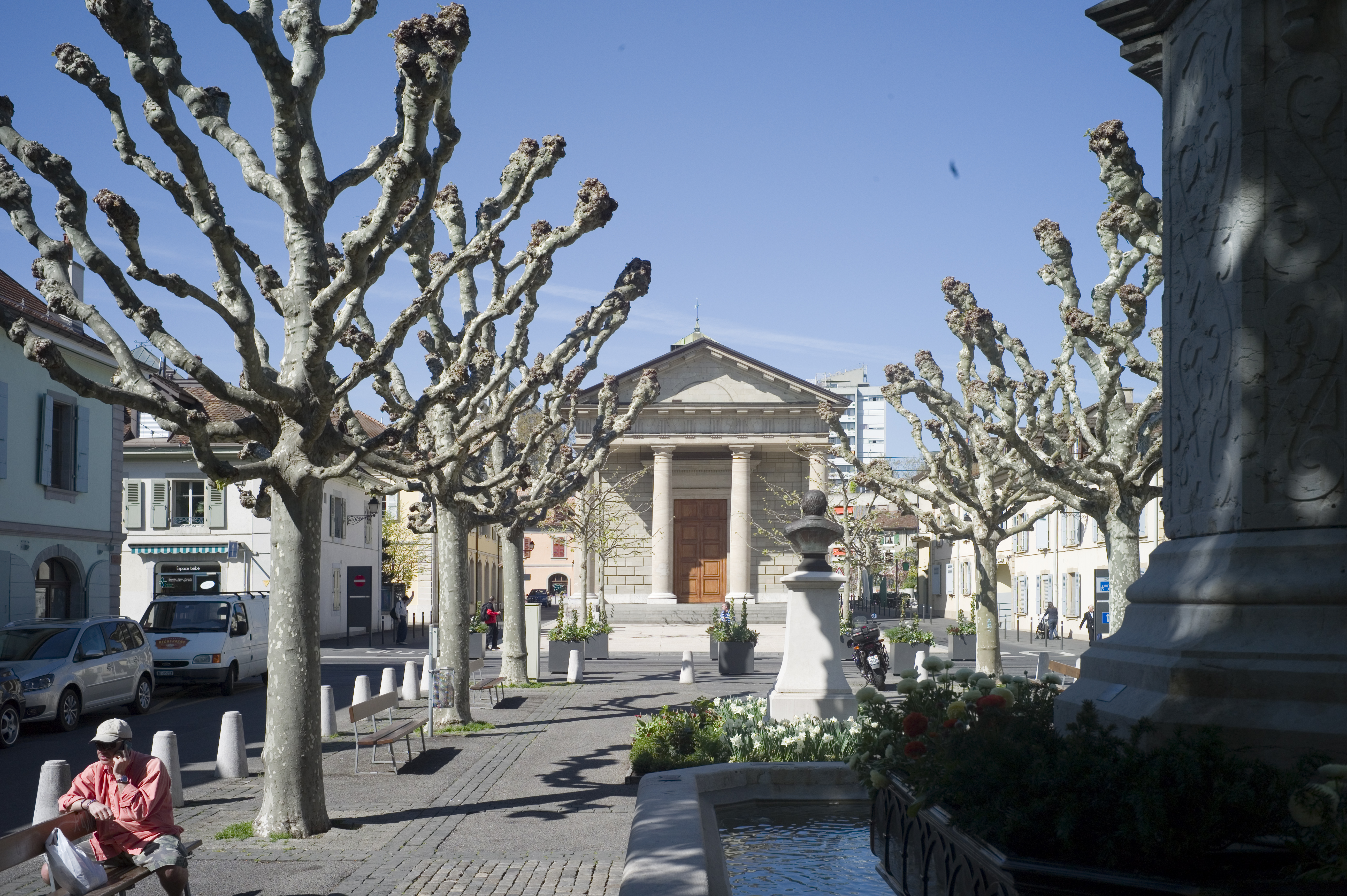
Náměstí Place du Temple

Většina obyvatel (k roku 2000) hovoří francouzsky (13 700, tj. 77,9 %), druhou nejčastější řečí je portugalština (921, tj. 5,2 %) a třetí italština (846, tj. 4,8 %).

## Hospodářství

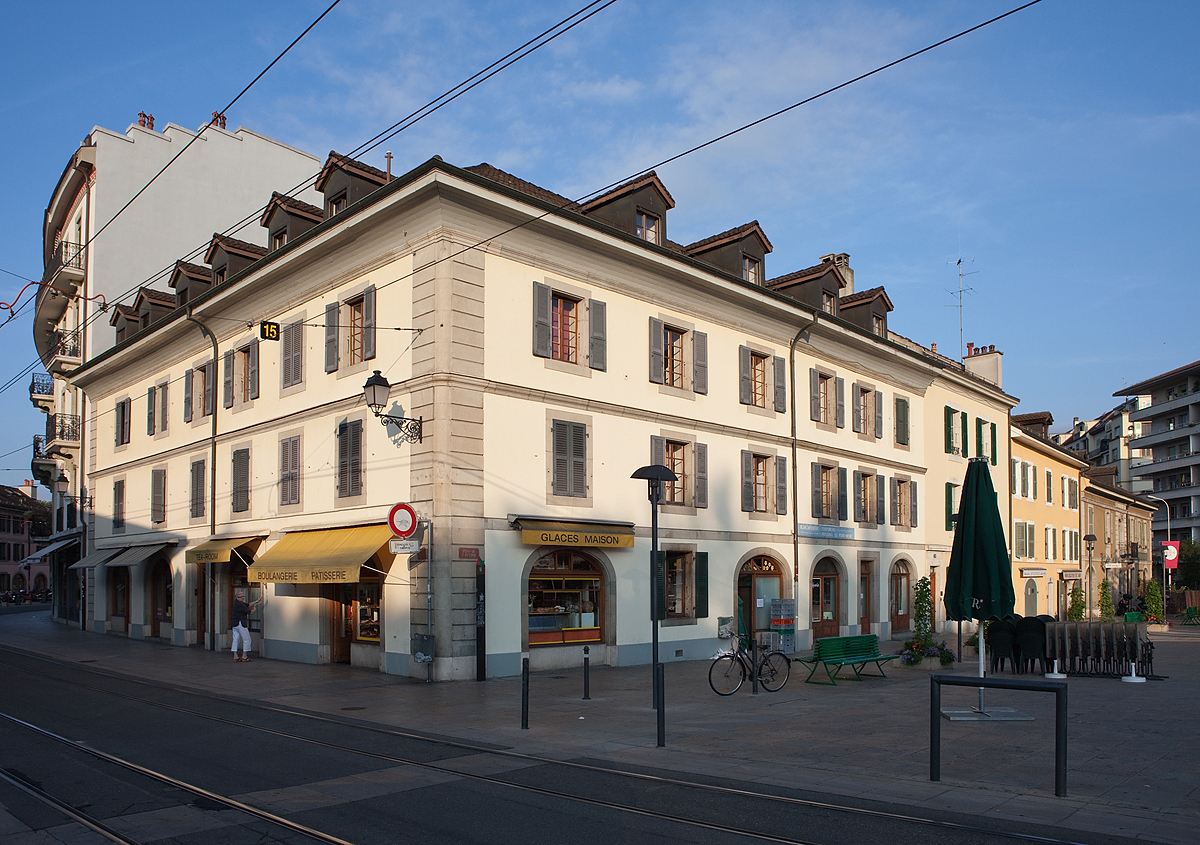
Centrum města

Carouge a jeho okolí jako obchodní město využilo významných zlepšení v dopravě na konci 18. a na počátku 19. století: například výstavbu přístavu v Bellerive a mostu v Sierne (1778), který umožnil obejít ženevskou celnici, a stavbu kamenného mostu Pont-Neuf (1808-1816) od Nicolase Céarda. V Carouge byly postaveny četné hostince a kabarety (143 v roce 1792), jejichž tradice se zachovala dosud. Carouge se stalo také průmyslovým městem: přehrazení řeky Arve a odklonění a kanalizace řeky Drize podpořily výstavbu mlýnů. V 18. století se průmysl v Carouge opíral o koželužny, které byly často obviňovány z pašování, a o hodinářské dílny, které se však nikdy nevyrovnaly těm v Ženevě. V 19. století je nahradila rozsáhlá přádelna bavlny (Foncet & Odier, 1807–1822, 600 zaměstnanců v roce 1816) a továrny na fajáns (Herpin, Baylon, Dortu, později Picolas, Coppier). Připojením k Ženevě podniky v Carouge obecně utrpěly, protože ztratily své tradiční trhy. Četné podniky a strojírenské dílny, které v Carouge vznikly v letech 1870–1912, jakož i založení sdružení Fipa (Fondation des terrains Industriels Praille-Acacias) v roce 1958 s cílem lépe využít železniční spojení Cornavin – La Praille, umožnily městu upevnit svou pozici průmyslového centra.
Od 20. století se obec rozrůstá jako satelitní město Ženevy a rezidenční oblast v blízkosti regionálního centra.

## Doprava
Veřejnou dopravu ve městě zajišťují tramvajové a autobusové linky, které provozuje ženevský dopravní podnik Transports publics genevois (TPG). Ty spojují město také se Ženevou. Na území města se nenachází žádná železniční stanice; jeho katastrem však prochází zahloubený úsek trati ze Ženevy do francouzského Annemasse.

## Kultura
Carouge je díky své umělecké a bohémské scéně známé jako „Greenwich Village Ženevy“. Obec patří k bohatším předměstím Ženevy.

## Osobnosti
- Anatole Mallet (1837–1919), švýcarský inženýr a konstruktér lokomotiv
- Georges Cottier (1922–2016), švýcarský kardinál